# Autosport
Autosport è una rivista automobilistica settimanale pubblicata nel Regno Unito. Il primo numero è stato pubblicato il 25 agosto 1946 da Gregor Grant, nel 1997 viene lanciato il sito internet della rivista, Autosport.com.
Nel 2016, Haymarket Media Group ha venduto Autosport e il resto del suo portfolio di automobilismo a Motorsport Network.
In italia la rivista è pubblicata dal 1974 da Pietro e Francesco Maran a Torino.